# Черняк Марина Миколаївна
Мари́на Микола́ївна Черня́к (26 березня 1988) — українська спортсменка, майстер спорту України міжнародного класу із дзюдо.
Закінчила Запорізький національний університет, факультет фізичного виховання. Станом на 2013 рік навчалася на 4 курсі Національної юридичної академії України — факультет підготовки кадрів для органів юстиції.

## Спортивні досягнення
- 2008 року стає чемпіонкою Кубка світу в Баку.
- 2010 року в Сараєво на Чемпіонаті Європи U-23 здобула бронзову медаль.
- 2011 року — чемпіонка України.
- В 2012 році здобула бронзову медаль на чемпіонаті України — у вазі до 52 кг. Того ж року як легіонерка здобуває золото в командному турнірі Туреччини — в складі команди «Галатасарай».

Того ж року в півфіналі Континентального кубка перемогла француженку Лектіту Пает, здобула бронзу.
- 10 липня 2013 року на Універсіаді-2013 на у змаганнях ваговій категорії до 48 кг здобула бронзу — була сильнішою за туркеню Ебру Сахін.

Тренує заслужений тренер України Андрій Бондарчук, тренери — Бондарчук Дмитро, Висков Дмитро.
В складі Збірної України представляє Запорізьку область.

### Виступи на Олімпіадах
| Олімпіада | Вагова категорія | Супротивник       | Стадія | Рез | Супротивник       | Стадія | Рез | Місце |
| Ріо 2016  | 48 кг            | Шіра Рішоні (ISR) | 1 круг | виг | Черновіцьки (HUN) | 2 круг | пр  | 9     |

## Державні нагороди
- Медаль «За працю і звитягу» (25 липня 2013) — за досягнення високих спортивних результатів на XXVII Всесвітній літній Універсіаді в Казані, виявлені самовідданість та волю до перемоги, піднесення міжнародного авторитету України[3]